# Elxan Məmmədov
Elxan Məmmədov (Bakú, 26 de febrero de 1982) es un deportista azerbaiyano que compite en judo. Ganó dos medallas en el Campeonato Mundial de Judo, oro en 2013 y bronce en 2010, y cuatro medallas en el Campeonato Europeo de Judo entre los años 2008 y 2017.

## Palmarés internacional
| Campeonato Mundial | Campeonato Mundial      | Campeonato Mundial | Campeonato Mundial |
| Año                | Lugar                   | Medalla            | Categoría          |
| ------------------ | ----------------------- | ------------------ | ------------------ |
| 2010               | Tokio (Japón)           | Medalla de bronce  | –90 kg             |
| 2013               | Río de Janeiro (Brasil) | Medalla de oro     | –100 kg            |
| Campeonato Europeo |                         |                    |                    |
| Año                | Lugar                   | Medalla            | Categoría          |
| 2008               | Lisboa (Portugal)       | Medalla de plata   | –90 kg             |
| 2009               | Tiflis (Georgia)        | Medalla de bronce  | –90 kg             |
| 2010               | Viena (Austria)         | Medalla de bronce  | –90 kg             |
| 2017               | Varsovia (Polonia)      | Medalla de oro     | –100 kg            |